# برنات ویلاپلانا
برنات ویلاپلانا (اسپانیایی: Bernat Vilaplana‎) تدوین‌گر اهل اسپانیا است.
از فیلم‌ها یا مجموعه‌های تلویزیونی که وی در آن‌ها نقش داشته‌است، می‌توان به دنیای ژوراسیک: سقوط پادشاهی، هیولایی فرا می‌خواند، قله‌ای به رنگ خون، غیرممکن، پسر جهنمی ۲: ارتش طلایی، هزارتوی پن، فراتر از احیاگر و فائوستو ۵٫۰ اشاره نمود.